# Hipparchia vasconica
Hipparchia vasconica är en fjärilsart som beskrevs av Varin 1958. Hipparchia vasconica ingår i släktet Hipparchia och familjen praktfjärilar. Inga underarter finns listade i Catalogue of Life.